# Pramono Anung
Pramono Anung Wibowo (né le 11 juin 1963) est un homme politique indonésien qui a été secrétaire de cabinet de 2015 à 2024. Membre du Parti démocratique indonésien de lutte (PDI-P), il a précédemment siégé à la Chambre des représentants de 2004 à 2015, notamment comme vice-président de la Chambre des représentants de 2009 à 2014. Il se présente actuellement aux élections au poste de gouverneur de Jakarta de 2024 en tant que candidat du PDI-P.,

## Biographie
Pramono Anung est né de R. Kasbe Prajitna et Sumarni. Il est le troisième de 7 enfants. Il est marié à Endang Nugrahani.

### Éducation
Pramono Anung est né à Kediri. Il a poursuivi ses études de premier cycle en génie minier à l'Institut de technologie de Bandung et en maîtrise en gestion à l'Université Gadjah Mada. Le 11 janvier 2013, Pramono est officiellement titulaire d'un doctorat en sciences de la communication politique de Université Padjadjaran,.
Il a participé activement aux activités étudiantes contre le gouvernement et a été président du forum de communication de l'association du département du conseil étudiant de l'ITB de 1986 à 1987. Il a également été président de l'association des étudiants des mines de l'ITB de 1985 à 1986.